# Mahabo (distrikt)
Mahabo District är ett distrikt i Madagaskar.   Det ligger i regionen Menabe, i den centrala delen av landet, 300 km sydväst om huvudstaden Antananarivo.